# Cithaeron
Cithaeron là một chi nhện trong họ Cithaeronidae.

## Các loài
- Cithaeron contentum Jocqué & Russell-Smith, 2011 – South Africa
- Cithaeron delimbatus Strand, 1906 – East Africa
- Cithaeron dippenaarae Bosmans & Van Keer, 2015 – Morocco
- Cithaeron indicus Platnick & Gajbe, 1994 – India
- Cithaeron jocqueorum Platnick, 1991 – Ivory Coast
- Cithaeron praedonius O. Pickard-Cambridge, 1872 (type) – North Africa, Greece, Turkey, Middle East to India, Malaysia. Introduced to Brazil, Cuba, Australia, United States[4]
- Cithaeron reimoseri Platnick, 1991 – Eritrea, Brazil (probably introduced)